# Carrizozo
La ville de Carrizozo est le siège du comté de Lincoln, situé dans le Nouveau-Mexique, aux États-Unis.